# Gas Powered Games
Gas Powered Games is een Amerikaans voormalig computerspelbedrijf te Redmond, Washington dat in mei 1998 opgericht werd door Chris Taylor (ontwerper van Total Annihilation) en enkele oud-medewerkers van Cavedog Entertainment. Het werd in 2013 overgenomen door het Wit-Russische Wargaming.net en ging verder als Wargaming Seattle.

## Spellen
Het bedrijf heeft de volgende spellen ontwikkeld:
- Dungeon Siege
- Dungeon Siege: Legends of Aranna (uitbreidingspakket voor for Dungeon Siege)
- Dungeon Siege 2
- Dungeon Siege 2: Broken World (uitbreidingspakket voor Dungeon Siege 2)
- Dungeon Siege: Throne of Agony (voor de PlayStation Portable)
- Supreme Commander
- Supreme Commander: Forged Alliance
- Space Siege
- Demigod
- Supreme Commander 2
- Age of Empires Online
- Kings and Castles (niet uitgebracht)
- Wildman (niet uitgebracht)